# 島田晴香
島田晴香（日语：島田 晴香，1992年12月16日—）是日本前偶像藝人，為女子團體AKB48前成員，曾任AKB48 Team K副隊長，出生於靜岡縣熱海市，2009年以AKB48第9期生身分出道，2017年11月13日自AKB48畢業、並於同年底自演藝圈引退。原所屬經紀公司為FLAVE ENTERTAINMENT。現為企業家，株式会社D.C.T.首席執行官，也經營旅店家業「旅館立花」。

## 經歷
2009年
- 9月20日，AKB48第六回研究生甄選合格，成為AKB48九期研究生。
- 11月14日，在AKB48劇場的公演出道。

2010年
- 12月8日，於AKB48劇場五周年紀念公演上，與同期的大場美奈、島崎遥香、竹內美宥、永尾瑪利亞、中村麻里子、森杏奈、山內鈴蘭宣布昇格正式成員。

2011年
- 6月7日，在TOKYO DOME CITY HALL舉行的『「見逃した君たちへ」〜AKB48グループ全公演〜』向日葵组 1st Stage「我的太阳」公演中宣佈編入新隊伍Team 4[4]。
- 10月10日，Team 4 1st Stage「僕の太陽」初日公演，因隊長大場美奈進入謹慎（日语：謹慎）時期，開始代理隊長職務[5]。

2012年
- 1月4日，大場美奈重回AKB48演藝活動，Team 4代理隊長職務結束[6]。
- 3月24日，參與演出的電影《超人力霸王傳奇》上映，該作同時為其電影出道作品。
- 3月25日、演唱會『業務連絡。頼むぞ、片山部長! inさいたまスーパーアリーナ』的第3日公演發表移籍到office48[7][8]。
- 5月23日發售的第26張單曲「仲夏的Sounds good!」是初次進入為選抜成員，3月24日舉辦的演唱會『業務連絡。頼むぞ、片山部長! inさいたまスーパーアリーナ』的第2日公演發表。
- 7月，所屬經紀公司從AKS移籍到office48旗下的FLAVE ENTERTAINMENT。
- 8月24日，在《AKB48 in TOKYO DOME ～1830m的夢想～》演唱會第一日場次，獲宣布隨著Team 4解散移籍至Team K[9][10]。

2014年
- 2月24日，於「AKB48集團大組閣祭」中獲留任Team K[11]。

2017年
- 1月22日，由AKB48集團成員主演的深夜電視劇《豆腐職業摔角》開始在朝日電視台播出，在劇中飾演「挖土機島田」，為該劇主要配角之一。
- 4月18日，於直播網站SHOWROOM宣布將於9月自AKB48畢業，屆時也將退出演藝圈[12]。
- 11月13日，預定在AKB48劇場舉行畢業公演，並在11月2日先行舉行AKB48第9期生紀念公演[13]。
- 12月31日，於個人Twitter上宣佈退出藝能界。

## 人物

### 個性
- 2011年4月起進入大學就讀，成為AKB48少數的大學生，對記憶力頗有自信。
- AKB48劇場經理戶賀崎智信表示「她是個進到空無一人的劇場也會大聲說早的好孩子」。
- 擅長運動，從小學一年級到中學三年級都有打籃球，中學二年級開始打網球，曾任網球部部長，單打進入縣大會32強，也曾經跑過接力賽。
- 特技是網球，在AKB48神TV的單元中跟高城亞樹對戰並且獲勝[14]。
- 擔任研究生的實質領導者，在週刊AKB的跳繩大會上擔任隊長，研究生公演的發言也多由他引導。
- 非常堅強，自稱被大砲轟也不會垮[15]。

### 外表
- 以前多拉起瀏海露出額頭，希望帶給歌迷活力滿滿的感覺，不過在2010年年底開始放下瀏海。
- 因為長得像仲川遙香，有時也被稱為[16]。
- 自己認為有魅力的地方是健康的膚色。

### 其他
- 夢想是成為能唱能舞能演的全能藝人。
- 2010年7月10日加入研究生的小團「迷你裙」。
- 興趣是看電影。
- 家中經營名為「立花」日式旅館[17][18]，在退出演藝圈後從事該行業[19]，經常吃廚師做的菜（偶爾母親也會做菜）[20]，不過家中沒有電視機與冰箱[21]。
- 討厭的食物是香菇、青豆、還有苦味的食物。
- 養了一隻叫「杏」的約克夏犬。
- 生日跟同期的中村麻里子同月同日，不過年紀大了一歲。
- 自承喜歡肉食系男子[22]。喜歡的男性類型是擅長運動、努力的人。
- 2012年與同期的大場參加AKB48神TV節目的企劃取得了氣焊資格(免許)，並於節目中完成氣焊工作。

### AKB48相關
- 尊敬的AKB48成員是大島優子、宮澤佐江。
- 與中村麻里子為同一天生日・同一血液型，但島田年長1歳。
- 曾同為Team 4成員的仲俣汐里曾說：「島田雖然跟我同年齡，但在我心中她卻是像姊姊一般的存在，有事都會與她商量」。

## AKB48參加歌曲演出

### 單曲CD選抜曲
- 「馬尾與髮圈」中收錄 
  - 我的YELL - Theater Girls名義
- 「機會的順序」中收錄 
  - 水果‧雪 - Team研究生名義
- 「變成櫻花樹」中收錄 
  - 黃金中心 - Team研究生名義
- 「Everyday、髮箍」中收錄 
  - 鬥魂
  - Anti - Team研究生名義
- 「風正在吹」中收錄 
  - Vamos - Under Girls 薔薇組名義
  - 我們的花蕾 - Team4+研究生名義
- 「崇尚麻里子」中收錄 
  - 跑吧!企鵝 - Team4名義
- 「GIVE ME FIVE!」中收錄 
  - 羊飼いの旅 - Special Girls B名義
- 仲夏的Sounds good!

### 劇場公演單曲
研究生「偶像的黎明」公演
- 心愛的娜塔莎

研究生「恋愛禁止条例」公演
- 心型病毒

研究生「劇場的女神」公演
- 暴風雨之夜
- 來一塊糖果

TeamB 5th Stage「劇場的女神」公演
- 永尾瑪莉亞（前座Girl）
- 暴風雨之夜※

※宮崎美穗的Under
- 來一塊糖果※

※河西智美的Under
TeamA 6th Stage「目擊者」公演
- 迷你裙的妖精（前座Girl）
- 燃燒路線※

※高城亞樹的Under
TeamK 6th Stage「RESET」公演
※大島優子･菊地あやか的全員曲Under
- 檸檬的年紀（前座Girl）
- 制服的抵抗※

※板野友美的Under
Team4 1st Stage「我的太陽」公演
- 我 朱麗葉與雲霄飛車

## 演出

### 電視
- 馬路須加學園 最終話（2010年3月26日、東京電視台） - 飾 馬路須加女学園學生
- 馬路須加學園2（2011年4月15日 - 7月1日、東京電視台） - 飾 どっち
- 有吉AKB共和国（2010年3月29日 - 常連出演、TBS電視台）
- 週刊AKB（2010年4月16日 - 不定期出演、東京電視台）
- AKBINGO!（2010年9月15日 - 不定期出演、日本電視台）
- AKB48神TV（家庭劇場（日语：ファミリー劇場））
  - 特別節目〜汗與涙的運動祭典〜（2010年12月25日）
  - 特別節目〜年青研究生 in 關島〜（2011年4月17日）
  - Season7「島田晴香的自行車出道」（2011年9月25日）
  - 特別節目〜尋找澳大利亞的秘寶!〜（2011年11月6日）
- AKB48短劇「微妙〜」（2011年10月20日 - （除11月3日・17日）、ひかりTV）
- 私立馬鹿蘭高校（2012年4月14日 - 6月30日、日本電視台） - 飾 宮田杏
- 馬路須加學園3（2012年7月13日 - 10月5日、東京電視台） - 飾 ウルセーヨ
- The Nonfiction AKB48與日本人（2015年6月21日，富士電視台）[23]
- 豆腐職業摔角（2017年1月22日 - 7月2日，朝日電視台） - 飾 挖土機島田

### 廣播
- AKB48 今夜は帰らない…（2011年5月2日 - 、CBCラジオ）
- カケダセ!（2011年9月3日 - 、NHK廣播第一、日本國際廣播電台）
大場美奈從2011年9月開始謹慎的後任。與仲俣汐里称為「カケダセ!シスターズ」。
- AKB48のオールナイトニッポン（2012年1月27日、日本放送）

### 電影
- 超人力霸王傳奇（2012年3月24日公開預定、松竹[24]） - 飾 ヒナ

### 活動
- 島田晴香のマイク1本勝負!!〜うるさかったらゴメンナサイ〜（2012年5月9日，AKB48 CAFE&SHOP AKIHABARA シアターエリア）

## 書籍

### 日曆
- 島田晴香 2012年日曆（2011年11月19日，ハゴロモ）

### 著作
- 《18歲的政治學入門 何謂選舉！？》（2015年11月20日）─ 與自民黨副總裁高村正彥合著

## 外部連結
- AKB48官方介紹 （页面存档备份，存于）（日語）
- FLAVE ENTERTAINMENT 官方介紹（日語）
- 島田晴香的X（前Twitter）（日語）
- 島田晴香的Instagram帳戶（日語）